# Carena de la Font de la Bauma
La Carena de la Font de la Bauma és una serra situada a cavall dels termes municipals de Calders i de Monistrol de Calders, a la comarca del Moianès.
Està situada a l'extrem occidental del terme, és la continuïtat natural cap al nord-est del Serrat del Vintró. Per aquesta carena discorre el límit dels termes municipals esmentats.